# Flyverfjord
De Flyverfjord is een fjord in het oosten van Groenland in het Nationaal park Noordoost-Groenland. Hij maakt deel uit van het fjordensysteem van Kangertittivaq (Scoresby Sund) en mondt uit in de Nordvestfjord.
De fjord wordt gevoed door enkele kleine gletsjers. In het westen loopt de fjord als dal verder boven zeeniveau. In dit dal komt de Freuchengletsjer uit.
De fjord heeft meerdere zijtakken, waaronder de Lancasterbugt aan de noordzijde. De fjord mondt in het oosten uit in de Leeds Bugt, een baai van de Nordvestfjord. Bij de monding heeft de fjord een breedte van ruim vier kilometer.
Ten noorden van de fjord ligt het Hinksland en ten zuiden het Th. Sørensenland.